# منارة بنغازي

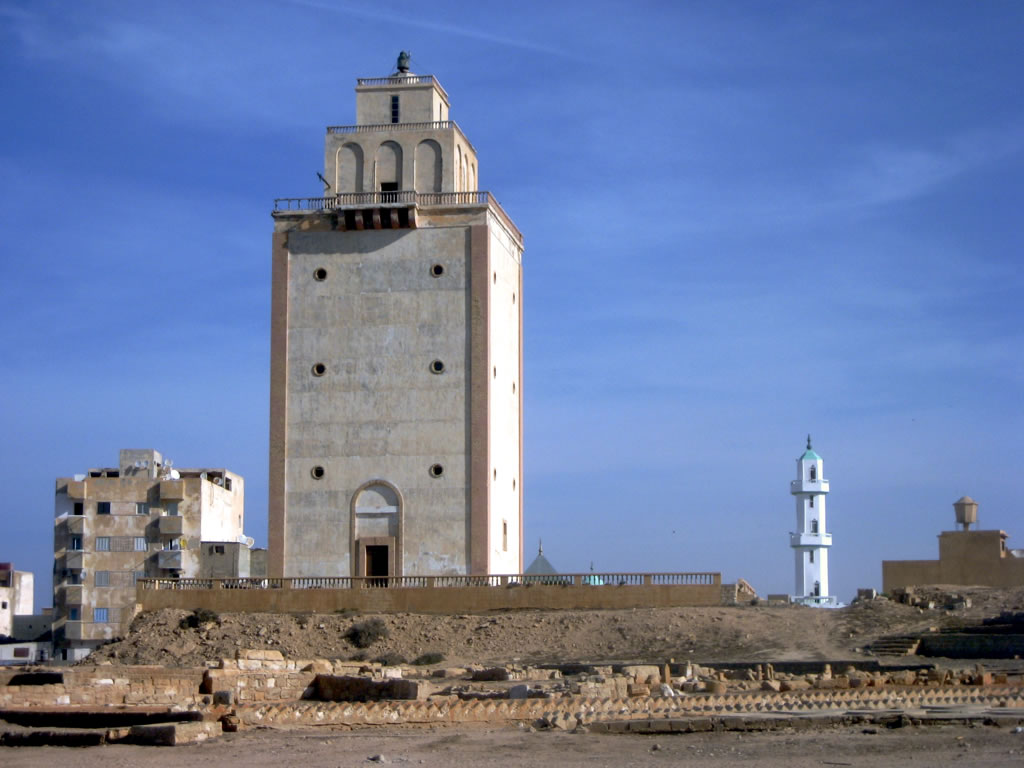
شيدت المنارة في الحقبة الإيطالية

منارة بنغازي في 2022

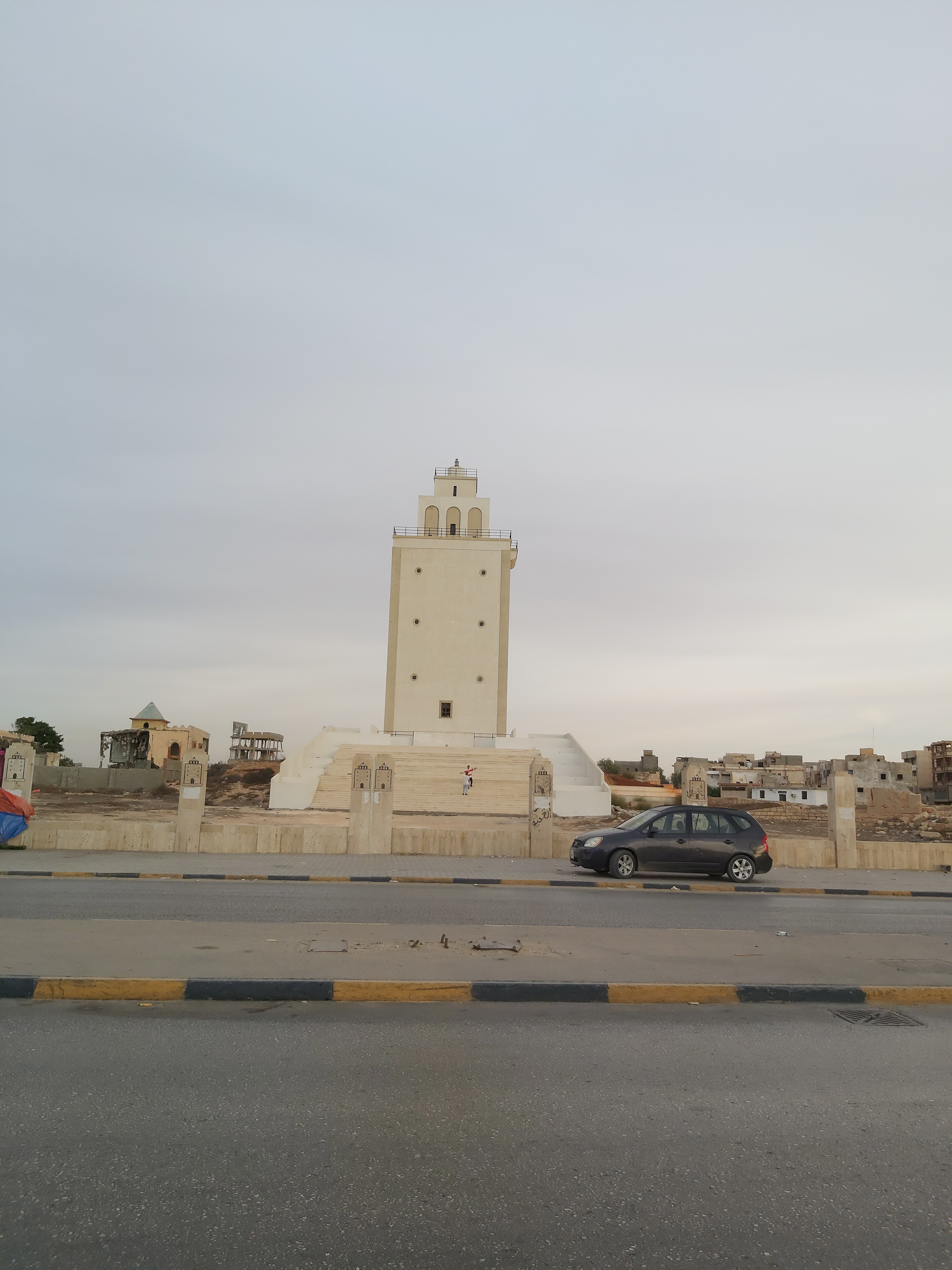
lighthouse in Benghazi

المنارة أو منارة بنغازي تعتبر هذه المنارة المقامة بالقرب من ساحل البحر المتوسط من أبرز مظاهر العهد الإيطالي في مدينة بنغازي بليبيا، فهي مقامة في مركز المدينة الحديثة وفوق مدينة برنيق الإغريقية القديمة، وبالقرب من ضريح الوليين الصالحين سيدي غازي وسيدي خريبيش.
يبلغ ارتفاع منارة بنغازي 41 متر، وتضئ بضوء أبيض وبشكل دائري كل ثلاث ثواني ويوج خزان للمياه في أعلى مصباح المنارة والموجود في الطابقين العلويين. ويمكن مشاهدة ضوئها من على مسافة 17 ميل بحري.